# Flotylla Weteranów
Flotylla Weteranów (sve Veteranflottiljen) – grupa okrętów szwedzkich, odrestaurowanych i utrzymywanych siłami wolontariuszy. Jednostki są sprawne, odbywają rejsy dla zorganizowanych grup (konferencje, imprezy integracyjne), częściowo zarabiając na swoje utrzymanie. Grupę powołano w 1987. W 2014 liczyła 13 jednostek, głównie kutrów rakietowych i torpedowych. Większość z nich stacjonuje w Gålö, oprócz Västervik i T38, cumujących w Marinmuseum w Karlskronie oraz M20, będącego w Muzeum Vasa w Sztokholmie.
W skład grupy wchodzą:
- T26 – Kuter torpedowy zbudowany w 1942, w służbie do 1957. Jako pierwszy kuter torpedowy wyposażony został w radar. Od połowy lat 60 do 1985 wykorzystywany jako cel dla lotnictwa. w 1985 odkupiony przez fundację Lennart Segerström i odrestaurowany.
- T38 – kuter torpedowy zbudowany w 1951, w służbie do 1975.
- T46 – kuter torpedowy. W służbie w latach 1957-1975
- T56 – kuter torpedowy. W służbie w latach 1957-1984
- Spica – kuter torpedowy. W służbie w latach 1966-1989
- Västervik – kuter rakietowy. W służbie w latach 1974-1989
- Ystad – kuter rakietowy. W służbie w latach 1976-2005
- M20 – trałowiec. W służbie w latach 1941-1989
- Sprängaren – patrolowiec. W służbie w latach 1917-1964
- Smyge – okręt doświadczalny w technologii stealth. Zbudowany w 1991, od 2005 służy Sjöstridsskolan (centrum szkoleniowe) jako poligon do treningów procedur ratunkowych[1].
- Moses – okręt pomocniczy. Zbudowany w 1942.
- Triton – motorowy jacht reprezentacyjny
- Portowa jednostka serwisowa.

Osoby opiekujące się flotylla zrzeszone są w Veteranflottiljen – Föreningen Mtb-veteraner. Stowarzyszenie liczy około 500 osób, a król Szwecji jest członkiem honorowym. Oprócz tego każda z jednostek ma "swoje" stowarzyszenie, zajmujące się konkretną jednostką.